# Kangal

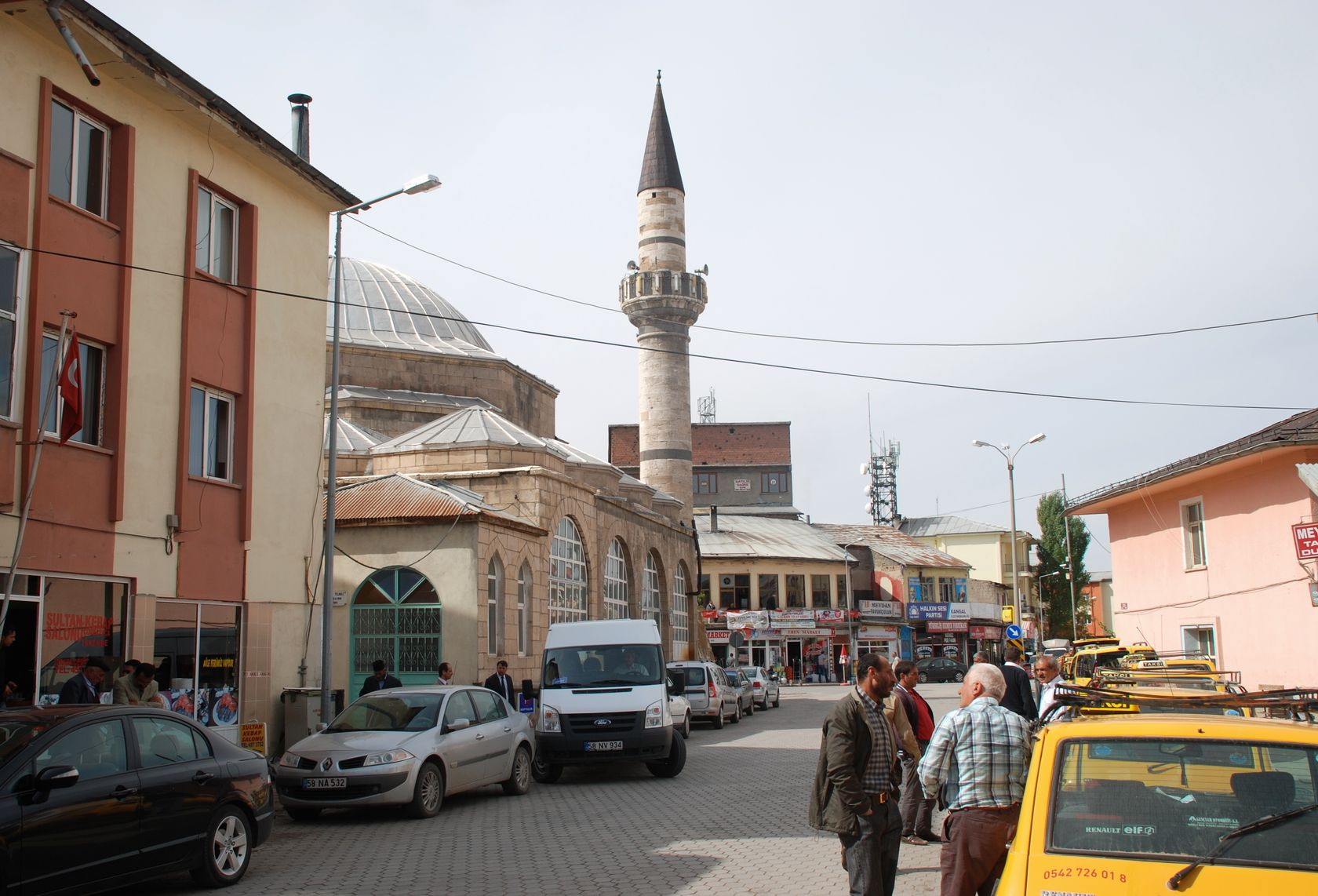
Kangal city center

Kangal là một huyện thuộc tỉnh Sivas, Thổ Nhĩ Kỳ. Huyện có diện tích 3691 km² và dân số thời điểm năm 2007 là 27887 người, mật độ 8 người/km².